# Dora Longo Bahia
Dora Longo Bahia (São Paulo, 1961) é uma artista multimídia; trabalha com cenografia, ilustração e performance, instalação, pintura, fotografia, vídeo e áudio.

## Formação
Dora Longo Bahia graduou-se, em 1987, em licenciatura em educação artística na Fundação Armando Álvares Penteado (FAAP). Em 2003 conclui o mestrado em Artes, na Escola de Comunicações e Artes (ECA) da Universidade de São Paulo (USP), sob orientação do Prof. Dr. Marco Garaude Giannotti apresentando a dissertação Marcelo do Campo 1969-1975.
Entre os anos de 2006 e 2010, sob orientação da Profa. Dra. Carmela Gross, cursou o doutorado em Poéticas Visuais também na ECA/USP, defendendo tese intitulada Do Campo a Cidade,
No perído de 2014 a 2016 desenvolveu pesquisa de pós-doutorado intitulada A ação artística e o ato revolucionário: uma reapresentação histérica do caso Dora, na Faculdade de Filosofia, Letras e Ciências Humanas da Universidade de São Paulo (FFLCH - USP).

## Carreira
A artista lecionou aulas de Educação Artística na Escola Nova Lourenço Castanho, entre 1982 a 1994. Foi professora na Fundação Armando Álvares Penteado (FAAP) entre 1994 e 2013. Desde 2013 é docente do Departamento de Artes Visuais (CAP) da ECA/USP. Desde 2015 coordena o grupo de pesquisa Depois do Fim da Arte (DFA).
No início de sua carreira produzia gravuras com imagens que faziam referência a heróis de quadrinhos. Seu trabalho, desde 1990, centrou-se em temas como morte, sexo e violência em uma perspectiva urbana. Entre 1992 e 1995 foi baixista na banda Disk-Putas realizando apresentações e performances.
Expôs na XXVIII Bienal Internacional de São Paulo, com a obra Escalpo 5063 (piso com pintura em tinta acrílica). Também apresentou trabalhos na VI Bienal de Havana, em Cuba, e expôs em diversos países como África do Sul, Argentina, Bélgica, Brasil, Coreia, Colômbia, Estados Unidos, França, Holanda,Índia, México, Noruega, Suíça e Venezuela.

### Exposições
2019
- 7ª Prêmio Indústria Nacional Marcantonio Vilaça (2019/2020) (coletiva). Museu de Arte Brasileira da FAAP (MAB FAAP), São Paulo.[2]
- Arte y Territorio (coletiva). Instituto Cultural Peruano Norteamericano, Lima.[2]
- Bienal internacional de Arte Contemporáneo de América del Sur (coletiva). Bienal Sur, Buenos Aires.[4]
- Choque (individual). Galeria Pedro Cera.[5]
- Em tempo (coletiva). Espaço Cultural Casa do Lago, UNICAMP.[6]
- ka'rãi (individual). Galeria Vermelho.[7]
- Lado B - O vinil na arte contemporânea brasileira (coletiva). Sesc Belenzinho.[8]
- O que não é floresta é prisão política (coletiva). Galeria Reocupa, Ocupação 9 de Julho, São Paulo.[2]

2018
- 9th Busan Biennale: Divided We Stand (coletiva). Museum of Contemporary Art Busan, Coréia do Sul.[2]
- ARTE DEMOCRACIA UTOPIA - Quem não luta tá morto (coletiva). MAR, Rio de Janeiro.[2]
- Brasil x Argentina (Amazônia e Patagônia) (individual). Galeria Vermelho, São Paulo.[9]
- Exceção (coletiva). Casa do Lago, UNICAMP, Campinas.[10]
- Verbo 2018 Festival de performance arte (coletiva). Galeria Vermelho, São Paulo.[11]

2017
- 35º Panorama da Arte Brasileira (coletiva). Museu de Arte Moderna de São Paulo.[12]
- A polícia vai, a polícia vem (individual). Centro Cultural São Paulo.[13]
- Avenida Paulista (coletiva). MASP, São Paulo.[14]
- Cinzas (individual). Galeria Vermelho, São Paulo.[15]
- Metrópole: Experiência Paulistana (coletiva). Pina Estação, São Paulo.[16]
- Modos de ver o Brasil: Itaú Cultural 30 Anos (coletiva). Oca, São Paulo.[17]
- Novíssimo Cinema Brasileiro (coletiva). CINUSP, São Paulo.[18]
- Os desastres da guerra (individual). Pinacoteca do Estado de São Paulo.[19]

2016
- 1ª Mostra Audiovisual com Artistas Convidados (coletiva). Galeria de Arte Unir, Porto Velho.[20]
- Clube de Gravura: 30 anos (coletiva). Museu de Arte Moderna de São Paulo.[21]
- Coletiva 2016-2017 (coletiva). Galeria Vermelho, São Paulo.[22]
- Felix Culpa (individual). Galeria Pedro Cera, Lisboa.[23]
- Landscapes After Ruskin: Redefining the Sublime (coletiva). Hall Art Foundation, Reading, E.U.A..[24]
- O caso Dora - Filme e exposição (individual). Galeria Vermelho, São Paulo.[25]
- O útero do mundo (coletiva). Museu de Arte Moderna de São Paulo.[26]
- Proyecto 2016 (coletiva). ArtBo, Bogotá.[27]
- Trust in Fiction (coletiva). FRAC Alsace, Sélestat.[28]

2015
- Black Bloc (individual). Galeria Vermelho, São Paulo.[29]
- Cariocas! (coletiva). Renaissance lille3000, Lille.[30]
- Dora Longo Bahia. Tristes trópicos.[2]
- Ruído (coletiva). Oficina Cultural Oswald de Andrade, São Paulo.[2]

2014
- 140 Caracteres (coletiva). Museu de Arte Moderna de São Paulo.[2][31]
- Eu represento os artistas, Revisited (coletiva). Galeria Luisa Strina, São Paulo.[32]
- Multitude (coletiva). SESC Pompeia, São Paulo.[33]
- Travessias 3 (coletiva). Galpão da Maré, Rio de Janeiro.[2]
- Verbo 2014 - Mostra de Performance Arte (10ª edição). Galeria Vermelho, São Paulo.[34]

2013
- Bienal Internacional de Curitiba.[35]
- Desastres da guerra (individual). Fundação Joaquim Nabuco, Recife.[36]
- Desastres da Guerra (individual). Instituto Figueiredo Ferraz, Ribeirão Preto.[37]
- Passageiro (individual). Galeria Vermelho, São Paulo.[38]

2012
- Imagens Claras x Ideias Vagas (individual). Galeria Vermelho, São Paulo.[39]
- Flam (coletiva). Artie et Armiticiae, Amsterdam, Holanda.[2]
- The Spiral and the Square (coletiva).Trondheim Kunstmuseum, Trondheim, Noruega.[40]

2011
- Escalpo Carioca (individual). Galeria Vermelho, São Paulo.[41]
- Licht (coletiva). Nieuwe Vide, Haarlem, Holanda.[2]
- Los Matices de los Metales (coletiva). Cuenca, Equador.[2]
- MDE11 (coletiva). Museo de Antioquia, Medellín, Colômbia.[42]

2010
- Trash Metal (individual). Galeria Vermelho, São Paulo.[43]

2008
- 28ª Bienal de São Paulo: em vivo contato (coletiva), Pavilhão da Bienal, São Paulo.[44]

2007
- 7 Pecados Capitais + 92 Delitos Veniais (individual). Galeria Leme, São Paulo.[45]
- AcordaLice (individual). Galeria Luisa Strina, São Paulo.[46]

2006
- Escalpo Carioca e Outras Canções (individual). Centro Cultural Banco do Brasil, Rio de Janeiro.[47]

2003
- "Marcelo do Campo 1969-1975" (individual). Centro Cultural Maria Antônia, São Paulo.[2]

2002
- Who's Afraid of Red (individual). Galeria Luisa Strina, São Paulo.[48]

1997
- 6ª Bienal de Havana (coletiva). Centro de Arte Contemporáneo Wilfredo Lam, Havana, Cuba.[2]

## Prêmios, Bolsas e Honrarias
2019 - 7ª Prêmio Indústria Nacional Marcantonio Vilaça, CNI, SESI e SENAI.
2016 - Bolsa de Fotografia ZUM/IMS, Instituto Moreira Salles. Como resultado realizou o trabalho Brasil x Argentina (Amazônia e Patagônia), exposto no 35º Panorama de Arte Brasileira no MAM-SP.
2012 - Prêmio CAPES de Tese na área de Artes e Música, CNPq. Como resultado realizou realizou a pesquisa de pós-doutorado A ação artística e o ato revolucionário: uma reapresentação histérica do caso Dora.
2008 - Prêmio Cifo, Cisneros Fontanals Art Foundation.
2002 - 3º Prêmio Cultural Sergio Motta - Bolsa Estímulo, Fundação Sergio Motta, São Paulo.
1997 - Menção Especial, IV Salão MAM - Museu de Arte Moderna da Bahia.

1997 - V Festival Mix Brasil da Diversidade Sexual, Mix Brasil, São Paulo